# 안영철
안영철(安永哲)은 제2대 대한민국 공업진흥청장이다. 1978년 12월 30일 ~ 1980년 7월 9일까지 제2대 대한민국 공업진흥청장으로 재직하였다.